# Liga Premier de Baréin 2016-17
La Liga Premier de Baréin 2016-17, también conocida como Liga Premier VIVA de Baréin, por razones de patrocinio, (en árabe: الدوري VIVA البحريني الممتاز) fue la 60ma edición de la máxima categoría del fútbol en Baréin.  La temporada comenzó el 8 de septiembre de 2016 y finalizó el 13 de mayo de 2017, con la coronación del Malkiya Club por primera vez en su historia. 
Participaron 10 equipos: 8 de la edición anterior, y 2 ascendidos de la Segunda División de Baréin 2015-16. El Hidd SCC, fue el campeón defensor.

## Equipos
El Sitra Club y el Busaiteen Club fueron relegados al ocupar las posiciones 9 y 10, respectivamente. Sus lugares fueron ocupados por el Bahrain Club, campeón de la segunda división, quien regresó luego de su descenso en la temporada 2014-15, y el subcampeón Al-Najma, quién estuvo por última vez en la temporada 2013-14.

### Datos generales
Equipos ordenados alfabéticamente. En cursiva los ascendidos a la categoría.
| Club          | Ciudad      | Estadio            |
| ------------- | ----------- | ------------------ |
| Al Ahli       | Manama      | Nacional de Baréin |
| Al Hala       | Al Muharraq | Al Muharraq        |
| Al Hidd       | Al Hidd     | Nacional de Baréin |
| Al-Najma      | Manama      | Nacional de Baréin |
| Bahrain Club  | Al Muharraq | Nacional de Baréin |
| East Riffa    | Riffa       | Nacional de Baréin |
| Malkiya       | Malkiya     | Madinat 'Isa       |
| Manama Club   | Manama      | Nacional de Baréin |
| Muharraq Club | Al Muharraq | Al Muharraq        |
| Riffa Club    | Riffa       | Nacional de Baréin |

- Aunque la mayoría de los clubes tienen un estadio, los juegos son realizados principalmente en el Estadio Nacional de Baréin, el Estadio Ciudad Deportiva Califa y el Estadio Al Ahli.

## Tabla de posiciones
|     | Equipos de fútbol | PJ | G | E | P | GF | GC | Dif | Pts |
| --- | ----------------- | -- | - | - | - | -- | -- | --- | --- |
| 01. | Malkiya Club (C)  | 18 | 9 | 6 | 3 | 24 | 16 | +8  | 33  |
| 02. | Riffa Club        | 18 | 9 | 4 | 5 | 32 | 16 | +16 | 31  |
| 03. | Al Hidd           | 18 | 9 | 4 | 5 | 27 | 23 | +4  | 31  |
| 04. | Manama Club       | 18 | 9 | 3 | 6 | 29 | 19 | +10 | 30  |
| 05. | Muharraq Club     | 18 | 8 | 5 | 5 | 30 | 23 | +7  | 29  |
| 06. | East Riffa        | 18 | 6 | 4 | 8 | 23 | 25 | -2  | 22  |
| 07. | Al Ahli           | 18 | 5 | 5 | 8 | 16 | 24 | -9  | 20  |
| 08. | Al-Najma Club     | 18 | 3 | 8 | 7 | 20 | 32 | -12 | 17  |
| 09. | Bahrain Club (D)  | 18 | 3 | 7 | 8 | 18 | 27 | -9  | 16  |
| 10. | Al Hala Club (D)  | 18 | 2 | 8 | 8 | 11 | 25 | -14 | 14  |

PJ = Partidos jugados; G = Partidos ganados; E = Partidos empatados; P = Partidos perdidos; GF = Goles anotados; GC = Goles recibidos; Dif = Diferencia de goles; Pts = Puntos.

(C) = Campeón; (D) = Descendido; (P) = Promovido; (E) = Eliminado; (O) = Ganador de Play-off.

Fuente:
1. ↑  Sí el Malkiya Club avanza a la fase de grupo de la LC, entonces ocupará su puesto en la fase de grupo de la Copa AFC 2018.
2. ↑  Ganador de la Copa del Rey de Bahréin 2016-17.

|  | Liga de Campeones 2018 (Ronda preliminar)        |
|  | Copa AFC 2018 (Fase de grupo)                    |
|  | Copa de Clubes del Mundo Árabe 2017-18           |
|  | Copa GCC 2018                                    |
|  | Descenso a la Segunda División de Baréin 2017-18 |